# Pilsner Urquell

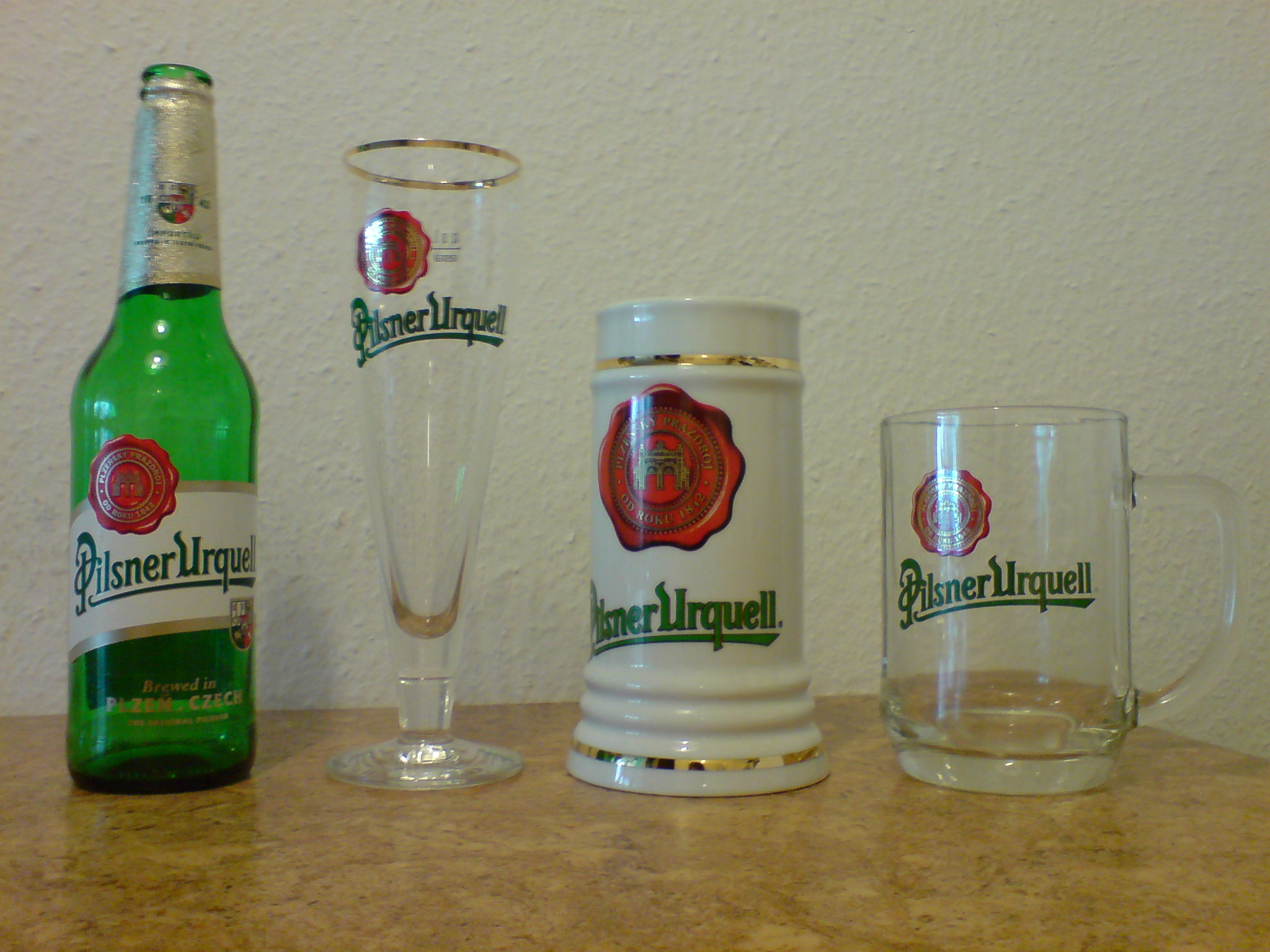
Jarros, copo e garrafa original da Pilsner Urquell

Urquell Pils ou Pilsner Urquell é uma marca de cerveja checa fabricada pela cervejaria Plzensky Prazdoj, na cidade de Plzeň (Pilsen), província de Boêmia, Tchéquia.
Classificada como uma Bohemian Pilsner, é a pioneira no estilo pilsner, receita criada pelo cervejeiro Josej Groll em 1842 e que rapidamente conquistou todo o mundo, sendo hoje, um dos estilos mais apreciado no planeta.